# Stone, Swale
Stone var en civil parish fram till 2001 då den blev en del av Norton, Buckland and Stone och Ospringe, i distriktet Swale, i grevskapet Kent, i England. Civil parish var belägen 2 km från Faversham och hade 0 invånare år 1971.